# 黄草乌
黄草乌（学名：Aconitum vilmorinianum），为毛茛科乌头属下的一个植物种。

## 外部連結
- 滇烏堿 Yunaconitine（页面存档备份，存于） 中草藥化學圖像數據庫 (香港浸會大學中醫藥學院) （中文）（英文）